# Станич, Марио
Ма́рио Ста́нич (сербохорв. Mario Stanić / Марио Станић; род. 10 апреля 1972[…], Сараево) — югославский и хорватский футболист, полузащитник.

## Карьера
Карьеру начал в сараевском «Железничаре». В 1992 году, после начала войны в Боснии, перешёл в загребское «Динамо». В 1993 году перешёл в «Спортинг» Хихон, а через год — в «Бенфику». С 1995 по 1997 выступал за «Брюгге», в составе которого стал лучшим бомбардиром чемпионата Бельгии 1994/95 годов. С 1997 по 2000 выступал за «Парму». С 2000 по 2004 — за «Челси». В сезоне-2003/04 получил серьёзную травму колена, из-за которой завершил карьеру.
В октябре 1991 года сыграл два матча за сборную Югославии: дебютировал 16 октября в выездном матче отборочного турнира чемпионата Европы 1992 года против сборной Фарерских островов (0:2), выйдя на замену вместо Владана Лукича, а 30 октября в товарищеской игре со сборной Бразилии в Варжинье (3:1) заменил Предрага Миятовича. Оба раза выходил на замену в течение последних 15 минут матча.
В первой сборной Хорватии дебютировал в сентябре 1995 года в матче против Эстонии. Выступал на чемпионате Европы 1996 года и чемпионате мира 1998 года, на котором завоевал с командой бронзовые награды. Забил первый мяч сборной Хорватии в истории финальных турниров чемпионатов мира в игре со сборной Ямайки. Последний матч за сборную провёл в апреле 2003 года.
1 марта 2011 года стал скаутом в бельгийском клубе «Брюгге».